# Петър Урумов
Петър Андреев Урумов е български художник живописец.

## Биография
Петър Урумов е роден на 30 януари 1895 г. в София. Завършва живопис в Художествено-индустриалното училище при проф. Иван Мърквичка през 1919 г. През 1927 г. отново завършва същото висше училище (което вече се нарича Художествена академия), но този път при проф. Цено Тодоров. Така става първият български художник, завършил два пъти академията. Става член на Дружеството на независимите художници и участва в почти всички негови изложби. Представя свои творби и в ОХИ (общите художествени изложби).
В периода 1935-1945 г. работи в Унгария. Много от картините му от този период остават там и не са описани. След това се прибира и до края на живота си остава в София.
Работи в областта на пейзажа, битовата композиция, натюрморта и портрета. Картините му са характерни с експресивност и сила, едри маски и реалистично пресъздаване. Един от най-добрите пейзажисти, заедно с Никола Танев и други големи наши майстори.
Петър Урумов умира на 29 декември 1978 г. в София.